# Rio Coţofana (Florei)
O tonemai (Florei) é um rio da Romênia, afluente do Florei, localizado no distrito de Prahova.